# Филип VI (Валдек)
Филип VI фон Валдек (на немски: Philipp VI von Waldeck; * 4 октомври 1551; † 8 ноември 1579 в Дармщат) е домхер в Страсбург и граф на Валдек цу Ландау в Аролзен.
Той е най-възрастният син на граф Йохан I фон Валдек († 1567) и съпругата му Анна фон Липе (1529 – 1590), дъщеря на граф Симон V фон Липе († 1536) и втората му съпруга Магдалена фон Мансфелд-Мителорт († 1540).
Заедно с по-малкия си брат Франц III (1553 – 1597) той следва до 1569 г. в университета в Марбург. Чичо му Филип се отказва в негова полза през 1567 г. от службата си като домхер в Страсбург. Филип VI е след смъртта на баща му през 1567 г. също господар на наследствената си част във Валдек. Той резидира в Аролзен.
Филип VI фон Валдек умира на 8 ноември 1579 г. в Дармщат на 28 години. Погребан е в градската църква в Дармщат. Майка му поставя там за него също един епитаф.